# Dörthe Krause
Dörthe Krause-Kümmell (* 4. September 1943 in Danzig; † 13. Juli 1995 in Herdecke) war eine deutsche Krankenschwester und anthroposophisch orientierte Lehrerin für Pflegeberufe mit internationaler Erfahrung. Das Krankenpflegeinstitut des Gemeinschaftskrankenhauses Herdecke trägt heute ihren Namen: Dörthe-Krause-Institut.

## Leben
Dörthe Krause wurde 1943 in Danzig geboren. Als Kind wuchs sie in Flensburg auf, zunächst in Mürwik, dann bei den Großeltern auf der Westlichen Höhe der Stadt. Später zog die Familie nach Hamburg. Nach ihrer Ausbildung zur Krankenschwester in Köln war sie 3 Jahre in London und schließlich 2 Jahre in Toronto tätig. In ihrem beruflichen Denken und Handeln war sie von diesen anglo-kanadischen Erfahrungen stark geprägt. Ihr Einsatz galt der Professionalisierung der Pflege in Deutschland.
Auf berufspolitischer Ebene fand dies seinen Ausdruck in ihrer Mitarbeit im Bundesausschuss der Länderarbeitsgemeinschaften der Lehrerinnen und Lehrer für Pflegeberufe, in dem ihr Urteil gefragt und anerkannt war. In pflegetheoretischer Hinsicht gehört dazu ihr scharfes Urteilsvermögen zu neuen Themen der Pflege. So setzte sie sich frühzeitig kritisch mit dem Pflegeprozessmodell auseinander, als dieses methodische Instrument der Pflege stark verkürzt und nahezu kritiklos in die deutsche Pflege übernommen wurde.
Dörthe Krause war eine der Wegbereiterinnen der anthroposophisch orientierten Pflege in Deutschland. So engagierte sie sich für die Gründung des „Verbandes anthroposophisch orientierter Pflegeberufe e.V.“ (heute: „Verband für Anthroposophische Pflege e.V.“), in dem sie lange als Vorstand verantwortlich tätig war. Dörthe Krause war  Mitarbeiterin in Herdecke, zunächst als Krankenschwester im Gemeinschaftskrankenhaus, später als Lehrerin für Pflegeberufe im Ausbildungsinstitut, welches sie auch leitete.
Die Veränderungen des Institutes mit dem erweiterten Bildungs-, Beratungs- und Forschungsangebot führten schließlich dazu, diesem neuen Institut den Namen Dörthe-Krause-Institut zu geben.
Krause war seit 1990 mit dem Arzt Hans Christoph Kümmell verheiratet. Sie hat sich mit Teresa von Ávila beschäftigt. In ihren letzten 5 Lebensjahren schulte sie ihre Stimme und sang unter anderem die Vier letzten Lieder von Richard Strauss.

## Veröffentlichungen
- Dörthe Krause-Kümmell: Die Erweiterung der Pflege durch Anthroposophie, in: Anthroposophische Medizin. Ein Weg zum Patienten. Beiträge aus der Praxis anthroposophischer Ärzte, Therapeuten, Pflegender und Pharmazeuten. Herausgegeben von  Michaela Glöckler, Jürgen Schürholz und Martin Walker, Stuttgart: Verlag Freies Geistesleben 1993, S. 177–185. (online auf pkgodzik.de) (PDF-Datei; 127 kB)